# 万安国
万 安国（ばん あんこく、454年 - 476年）は、中国の北魏の寵臣。本貫は代郡。

## 経歴
駙馬都尉・馮翊公の万振と高陽長公主の間の子として生まれた。若くして明敏で、容姿が美しかった。河南公主を妻とし、駙馬都尉に任ぜられた。散騎常侍に転じた。献文帝に特に寵愛され、帝とともに寝起きし、かれのために邸が立てられ、賞賜は巨万におよんだ。大司馬・大将軍に任ぜられ、安城王に封ぜられた。安国は神部長の奚買奴と険悪で、476年、詔といつわって奚買奴を苑中で殺害した。孝文帝がこれを聞くと激怒して、安国に死を賜った。享年23。
子の万翼が安城王の爵位を嗣いだ。

## 伝記資料
- 『魏書』巻三十四 列伝第二十二
- 『北史』巻二十五 列伝第十三